# Chute opérationnelle

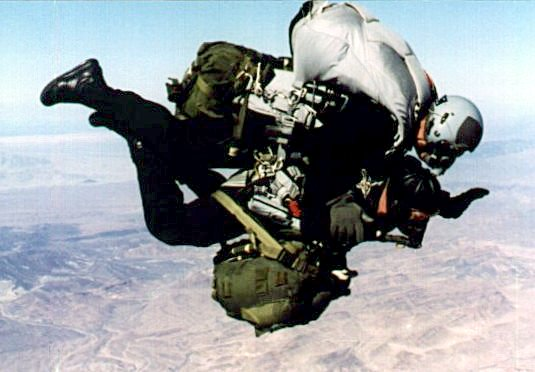
Deux chuteurs opérationnels avec leurs équipements.

La chute opérationnelle est le nom donné aux techniques de parachutage militaire de personnel et de matériel à haute altitude. Les techniques utilisées sont appelées MFF (Military Freefall, « chute libre militaire ») dans les Forces armées des États-Unis.
Ces techniques demandent une formation beaucoup plus pointue que le parachutisme militaire de base et elles sont essentiellement réservées aux forces spéciales. Leur principale utilité est de garantir une plus grande sécurité de l'avion largueur face aux défenses antiaériennes adverses car il opère à une plus grande altitude, et dans le cas des sauts type SOTGH/HAHO, à une plus grande distance de la zone d'atterrissage par rapport à un parachutage à ouverture commandée.

## Les différentes techniques de chute opérationnelle
La chute opérationnelle se divise en deux grandes catégories, selon que l'ouverture du parachute se fait à ouverture commandée ou à ouverture manuelle. Dans les deux cas, le largage des chuteurs se fait à haute altitude, de 8 000 à 10 000 m. Cela correspond à l'altitude limitée par les possibilités des transporteurs.
Les sauts se font le plus souvent de nuit.

### Chute opérationnelle avec ouverture à basse altitude
La technique la plus ancienne de chute opérationnelle se fait avec l'ouverture du parachute à basse altitude. Elle est appelée HALO pour High Altitude-Low Opening, « haute altitude, ouverture basse ». Le SOGH, Saut Opérationnel à Grande Hauteur, de l'armée française n'est pas considéré comme une technique HALO car il se déroule entre 1 200 mètres et 4 000 mètres maximum.
Les techniques HALO se sont développées à partir des tests menées par l'US Air Force depuis les années 1940 sur des systèmes d'éjection et de parachute destinés aux pilotes d'avions volant à haute altitude. Dans le cadre de ces essais, le colonel Joseph Kittinger effectua le premier saut connu à haute altitude, le 16 août 1960, à près de 31 300 m.
Il est difficile d'attribuer exactement la paternité des sauts HALO, le saut en ouverture retardée à des altitudes de plus en plus élevées ayant été testé dans diverses unités parachutistes depuis la fin des années 1950. À cette époque, le 1er bataillon parachutiste de choc, un des deux bataillons de la 11e DBPC, explore ces techniques pour faciliter les atterrissages sur zones non préparées. Surnommés « chuteurs musette », ces chuteurs peuvent être considérés comme les précurseurs des chuteurs opérationnels. De son côté, la CIA met au point des techniques similaires pour parachuter des Tibétains dans les montagnes himalayennes en Chine communiste.
Le premier emploi de ces techniques au combat eut lieu pendant la guerre du Viêt Nam par des commandos du MACV-SOG à la fin de 1970. À la fin des années 1970, des unités de contre-terrorisme expérimentent des sauts HALO de masse pour infiltrer des équipes d'assaut de plusieurs dizaines d'hommes sur les lieux de prises d'otages.
Le HALO est utilisé pour parachuter des hommes à une altitude suffisamment élevée pour que l'avion vole au-dessus des niveaux d'engagement par les missiles sol-air adverses.
Lors d'un saut HALO typique, les chuteurs sautent de l'appareil, tombent en chute libre puis, une fois arrivés à basse altitude, ouvrent leur parachute. La combinaison de la haute vitesse de chute et de faible vitesse horizontale permet d'éviter la détection par radar.
Le matériel lourd à parachuter est extrait hors de l'avion par un parachute, puis tombe en chute libre jusqu'à une altitude où son parachute cargo s'ouvre pour permettre un atterrissage à basse vitesse. Le personnel doit ensuite le récupérer sur son lieu d'atterrissage.

### Chute opérationnelle avec ouverture à haute altitude
La chute opérationnelle avec ouverture du parachute à haute altitude est appelée HAHO (pour High Altitude-High Opening, « haute altitude, ouverture haute ») en anglais et en français DSV (dérive sous voile) et SOTGH (Saut Opérationnel à Très Grande Hauteur).
Le HAHO apporte une sécurité supplémentaire à l'avion largueur par rapport au HALO, car il permet de rester à une grande distance de la zone d'atterrissage des chuteurs en plus d'une haute altitude. Le chuteur saute de l'avion et ouvre son parachute. Sa « voile » lui permet de planer sur une très longue distance, le nombre le plus souvent donné étant de 40 km pour un saut à 8 000 mètres d'altitude. Le chuteur doit calculer sa propre navigation pendant sa dérive sous voile, avec un compas, un système gyroscopique ou un GPS, ou encore en se guidant grossièrement en repérant à vue la topographie du terrain. Toutes ces techniques lui permettent de naviguer vers le point de chute souhaité, malgré le vent, les nuages et autres phénomènes atmosphériques. Généralement, le premier chuteur à avoir sauté de l'avion assure la navigation et ceux qui ont sauté derrière lui le suivent.
La DSV est principalement utilisée pour larguer des petits groupes de commandos loin derrière les lignes ennemies. La dérive sous voile apporte aussi une sécurité pour les chuteurs car leur zone d'atterrissage est plus flexible, alors qu'elle doit être située sous la trajectoire de l'avion pour le HALO.
La création du saut HAHO est également imprécise, car il est probable que bon nombre d'unités qualifiées HALO ont progressivement tenté d'ouvrir leurs parachutes de plus en plus haut. L'Intelligence Support Activity américaine aurait été la première à ouvrir la voie et à présenter la techniques aux autres unités comme la Delta Force, le SEAL Team Six puis les autres forces spéciales.

## Missions très pointues
Pour un parachutiste, le parachute n'est qu'un moyen de transport, le combat constitue sa vraie mission.
Pour le chuteur opérationnel, la mission peut présenter différents aspects dans la « profondeur », sur les arrières ou à l'intérieur du camp ennemi. La mission y fixera suivant les cas : la recherche du renseignement, l'action ponctuelle sur un objectif ciblé, l'intervention au profit d'amis, l'avant-garde d'une opération terrestre...
Étant donné la spécificité des intéressés, aux effectifs modestes, les missions seront toujours très pointues et ponctuelles.
Il a été validé la possibilité pour un chirurgien militaire de rejoindre en haute mer un sous-marin nucléaire d'attaque où une intervention urgente est nécessaire : Isabelle Ausset, chirurgien militaire brevetée parachutiste a ainsi sauté à 3000 mètres d'altitude en tandem avec un chuteur opérationnel des commando marine pour amerrir à proximité immédiate du submersible.

## Risques pour la santé
À haute altitude, l'oxygène est trop rare pour assurer une respiration suffisante. Dans cet environnement, les personnes sans équipement subissent une hypoxie, qui mène à l'inconscience. Au fur et à mesure que le chuteur s'approche de la Terre, la quantité d'oxygène augmente. Cependant, la chute est souvent trop courte pour que l’individu reprenne conscience avant de toucher terre. En cas de perte de conscience, un système ouvrira le parachute de secours (la réserve) automatiquement à une certaine altitude préprogrammée. En conséquence, les chuteurs opérationnels doivent porter un masque à oxygène.
Un autre danger guette les parachutistes à haute altitude : le froid. À haute altitude, la température est nettement inférieure à 0 °C ; de surcroît, la vitesse de descente provoque elle aussi un refroidissement. En conséquence, les chuteurs peuvent contracter des engelures. Des vêtements appropriés leur permettent de prévenir ces blessures.

## Formation à la chute opérationnelle
Divers pays ont leur école de formation à la chute opérationnelle. Aux États-Unis, cette formation est assurée par la Military Free Fall School du John F. Kennedy Special Warfare Center and School (USAJFKSWCS).
En France, seules des personnes déjà brevetées parachutiste et ayant une dizaine d'années d'expérience peuvent suivre la formation au SOTGH. La formation peut être suivie soit à l'école des troupes aéroportées (ETAP) de Pau, soit en interne au sein du commandement des opérations spéciales (COS), mais dans tous les cas, elle est validée par un personnel de l'ETAP/.

### Équipement
L'équipement individuel « oxy » est composé de matériels ultra-spécifiques et extrêmement coûteux : environ 75 000 €. Par ailleurs, le poids du barda atteint facilement les cent kilos.
- un altimètre EL62 ;
- un appareil de sécurité déployant automatiquement le parachute :
  - cet appareil estime la hauteur en mesurant la pression atmosphérique. Si le parachute n’est toujours pas ouvert à une hauteur inférieure à la hauteur minimale prévue, environ 300 mètres, il ouvre automatiquement un parachute d'urgence en brisant un câble d'ouverture.
- un couteau ;
- un casque EL50 avec son masque respiratoire ;
- une paire de gants et tenues Gore-Tex ;
- une paire de bottes militaires pour la chute libre (soulage les hanches) ;
- un sac de matériel militaire d'une masse de 20 à 45 kg ;
- arme HK MP5 SD ;
- moyens de communication ;
- système de navigation S.N.C.O ;
- parachute Air Azur.

## Liste d'unités militaires faisant du HALO/HAHO
- États-Unis
  - Delta Force
  - Special Forces (« bérets verts »)
  - SEAL

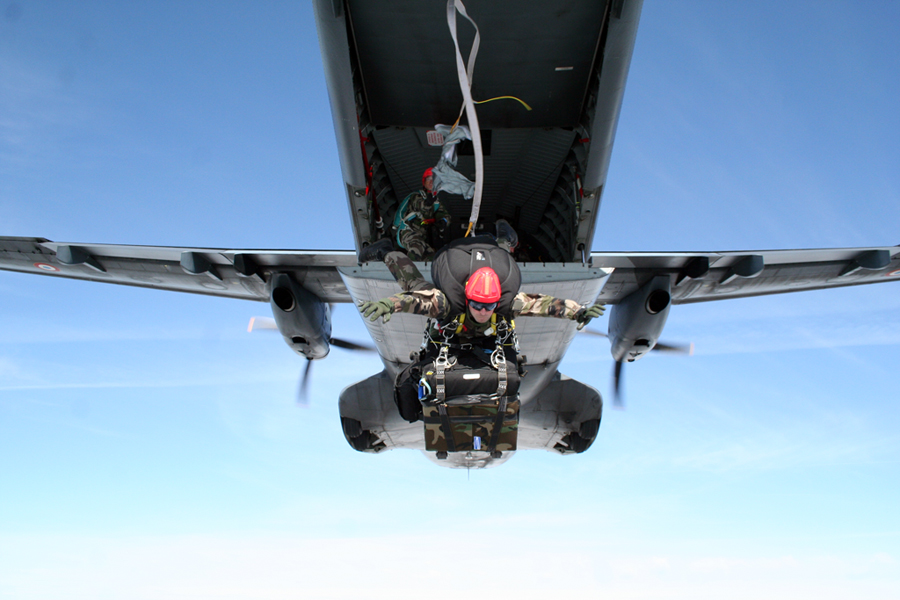
Saut opérationnel d'un GCP du 1er régiment de hussards parachutistes.

  - Force Reconnaissance et certaines unités du MARSOC
  - Les Pararescuemen, Combat Controlers et Special Operations Weathermen de l'US Air Force.
  - La Regimental Reconnaissance Company (RRC) du 75th Ranger Regiment
  - certains individus des divisions d'infanterie
- Fédération de Russie
  - VDV Spetsnaz
  - MVD / FSB Spetsnaz
  - Spetsnaz GRU
- Royaume-Uni
  - Special Air Service
  - Special Boat Service
  - Pathfinder Platoon
- Canada
  - Deuxième Force opérationnelle interarmées (Joint Task Force 2)
  - Régiment d'opérations spéciales du Canada (Canadian Special Operations Regiment)
  - Techniciens en recherche et sauvetage (SAR Techs)
  - Centre d'instruction supérieure en guerre terrestre des Forces canadiennes (Canadian Forces Land Advanced Warfare Centre)
  - Certains militaires au sein des compagnies parachutistes du Princess Patricia's Canadian Light Infantry, Royal 22e Régiment, et The Royal Canadian Regiment
- Belgique
  - Special Forces Group
  - Peloton Pathfinder Régiment Para-Commando.
- France
  - Commandement des opérations spéciales :
    - 13e régiment de dragons parachutistes (13e RDP)
    - 1er régiment de parachutistes d'infanterie de marine (1er RPIMa)
    - Commandos marine
    - Commando parachutiste de l'Air no 10 (CPA 10)

  - Groupement des commandos parachutistes de différents régiments de la 11e brigade parachutiste
  - Groupe d'intervention de la gendarmerie nationale (GIGN)
  - Service Action de la DGSE
- Singapour
  - Singapore Armed Forces Commandos
- Allemagne
  - Kommando Spezialkräfte (KSK)
  - Fallschirmjäger.
- Israël
  - Brigade parachutiste israélienne,
  - Unités d'élite israéliennes,
- Australie
  - Australian Special Air Service Regiment
  - 1st Commando Regiment
  - 2nd Commando Regiment
  - 3rd Battalion, Royal Australian Regiment
- Inde
  - 1er, 2e, 9e, 10e et 21e bataillons du Parachute Regiment (Special Force)
  - Marine Commandos
- Suisse
  - DRA10
  - Compagnie d'éclaireurs-parachutistes 17
- Maroc
  - 1re Brigade d'Infanterie Parachutiste (BIP HAHO HALO)
  - Forces spéciales marocaines SOTGH Liste des unités compatibles HALO / HAHO Jump -
  - 2e Brigade d'Infanterie Parachutiste (BIP HAHO HALO)
- Espagne
  - Grupo de Operaciones Especiales (GOE)
  - Escuadrón de Zapadores Paracaidistas (EZAPAC)
  - Fuerza de Guerra Naval Especial (FGNE)

- Algérie
  - Forces spéciales algériennes[12]
  - 104e Régiment de manœuvres opérationnelles (104e RMO)[12],[13]
  - 116e Régiment de manœuvres opérationnelles (116e RMO)[12],[14]

- Italie
  - 9° reggimento d'assalto paracadutisti "Col Moschin"[15]
  - 4º Reggimento alpini paracadutisti[16]
  - 185º Reggimento paracadutisti ricognizione acquisizione obiettivi "Folgore"[16]
  - 17º Stormo incursori[17]
  - Gruppo di intervento speciale (GIS)[16]
  - Comando Raggruppamento Subacquei e Incursori Teseo Tesei (COMSUBIN)[18]

- Autres pays
  - Nouvelle-Zélande : New Zealand Special Air Service (NZSAS)
  - Tunisie : Special forces Brigade (SFB)[19]
  - Pakistan : Special Services Group (SSG)
  - Pays-Bas : Korps Commandotroepen (KCT)[20]